# Purrey-Exshaw
Purrey-Exshaw est une entreprise de construction de véhicules à vapeur (camions (en) et automotrices), installée à Bordeaux au début du XXe siècle. La firme Purrey est le plus important constructeur de camions à vapeur de l'époque.
Créé par Valentin Purrey en 1898, elle est renommée Purrey et Exshaw en 1910 puis Exshaw et Cie en 1913, après l'éviction de Purrey. Elle produit des camions à vapeur jusqu'en 1929.

## Historique

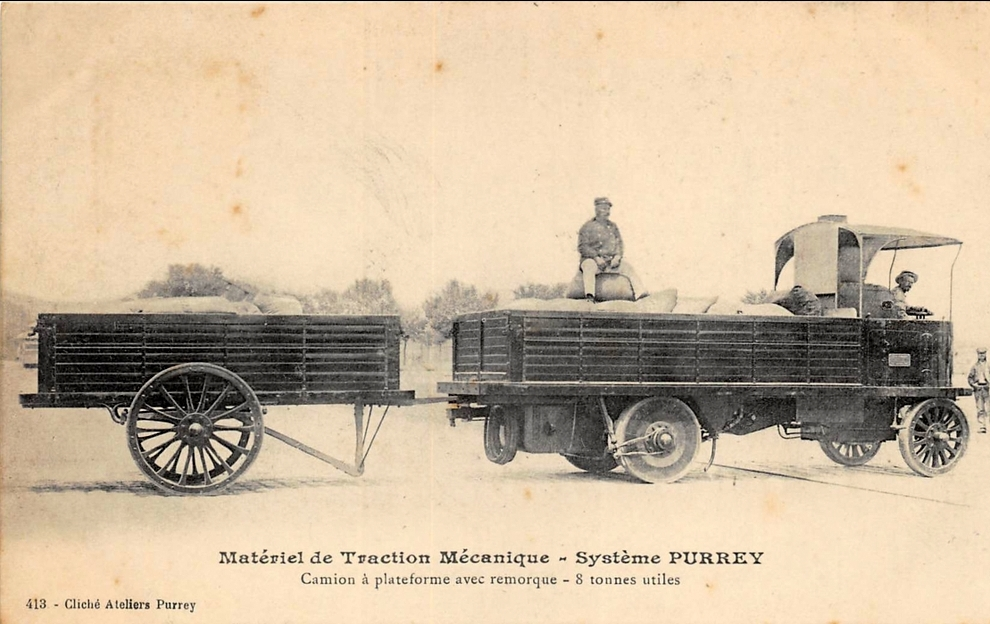
Camion Purrey avec sa remorque.

Valentin Purrey s'installe en 1890 à Bordeaux. Il s'oriente en 1898 vers l'automobile en appliquant son  système de chaudière à un premier camion. 
De 1898 à 1909, Valentin Purrey ne cessera de perfectionner ses modèles de camion à vapeur : la Fondation Berliet possède le type B de 1909 dans sa collection.
Ce camion se caractérisait par un moteur à deux cylindres à double effet et un générateur de vapeur de type inexplosible (l’eau se vaporise en traversant un ensemble de tubes et sort à l’état de vapeur utilisant comme combustible du coke de gaz). Il ne nécessitait ni embrayage, ni boîte de vitesses mais sa consommation d’eau considérable nécessitait sous le plancher du véhicule d’un réservoir à eau de 800 litres.
En 1906, la Compagnie des chemins de fer du Nord lance des camions-Purrey pour fournir en charbon l'Assistance Publique, soit 51 000 tonnes de charbon par an depuis le dépôt de La Chapelle. La même année, Purrey engage trois camions chargés de 10 tonnes pour un raid de Bordeaux à Paris en plein hiver. Malgré les problèmes dus au gel, ils atteignent la capitale treize jours plus tard. 
Vers 1909, l'entreprise déménage son usine sur un terrain de 8 hectares à Bègles, rue Jean-Jacques Bosc.
En 1910, l'entreprise, en difficulté financière, est reprise par le britannique J.H. Exshaw, qui continue d'utiliser la marque Anciens établissements Valentin Purrey (ou Purrey et Exshaw). Purrey est définitivement évincé en 1913 et l'entreprise devient Exshaw  et Cie.
Les camions routiers Purrey furent largement utilisé par l’Armée française pendant la Première Guerre mondiale, d'abord au sein des sections routières de transport de matériel (donc comme camions œuvrant au profit des ouvriers militaires chargés de l'entretien des routes) et même en 1918 pour le transport du char Renault FT,. Leur seul concurrent sera le camion d'Edmond Chaboche, l'inventeur de la salamandre, carrossé pour la livraison des liquides en bouteilles.
Les restrictions en charbon de la guerre de 14-18 mirent fin aux automotrices à vapeur mais la production de camions à vapeur se poursuit jusqu'en 1929. Dans les années 1920, les camions Exshaw sont spécialement destinés à l'usage dans les colonies, en Afrique-Occidentale française et en Indochine.

### Matériel roulant ferroviaire
La firme Purrey réalise également des automotrices de tramways et chemins de fer. La première automotrice Purrey, à 3 essieux, pour lignes secondaires, fait ses essais sur la ligne Bordeaux – Eymet en 1903.
- Automotrices pour la Compagnie générale des omnibus(CGO) à Paris en 1899, 50 unités, nos 701 à 750 munies d'un impériale et 751 à 786 sans impériale.
- Automotrices pour les Chemins de fer de la Banlieue de Reims en 1903, 2 unités, numéros 1 et 2.
- Automotrices pour la Compagnie générale des omnibus(CGO) à Paris en 1904, 36 unités, nos 751 à 786 ;
- Automotrice pour les Tramways du Loiret, 1 unité en 1904, numéros TLAB 1 .
- Automotrices pour le PLM en 1905 4 unités[14]
- Automotrice pour les Tramways de Saumur et extensions en 1906, 4 unités, numéros 1 à 4,
- Automotrices pour le chemin de fer de la Vallée de Celles  en 1906, 4 unités, numéros 4 à 7,
- Automotrices pour les Tramways de Rockhampton en Australie, 5 unités, numéros 1 à 5,
- Automotrices pour les Tramways de l'Ardèche en 1911, 2 unités, numéros VAB 544 et 545.
- Automotrices pour les  Tramways Départementaux de la Côte-d'Or  en 1912, 2 unités, numéros AT1 et AT2

Matériel roulant ferroviaire
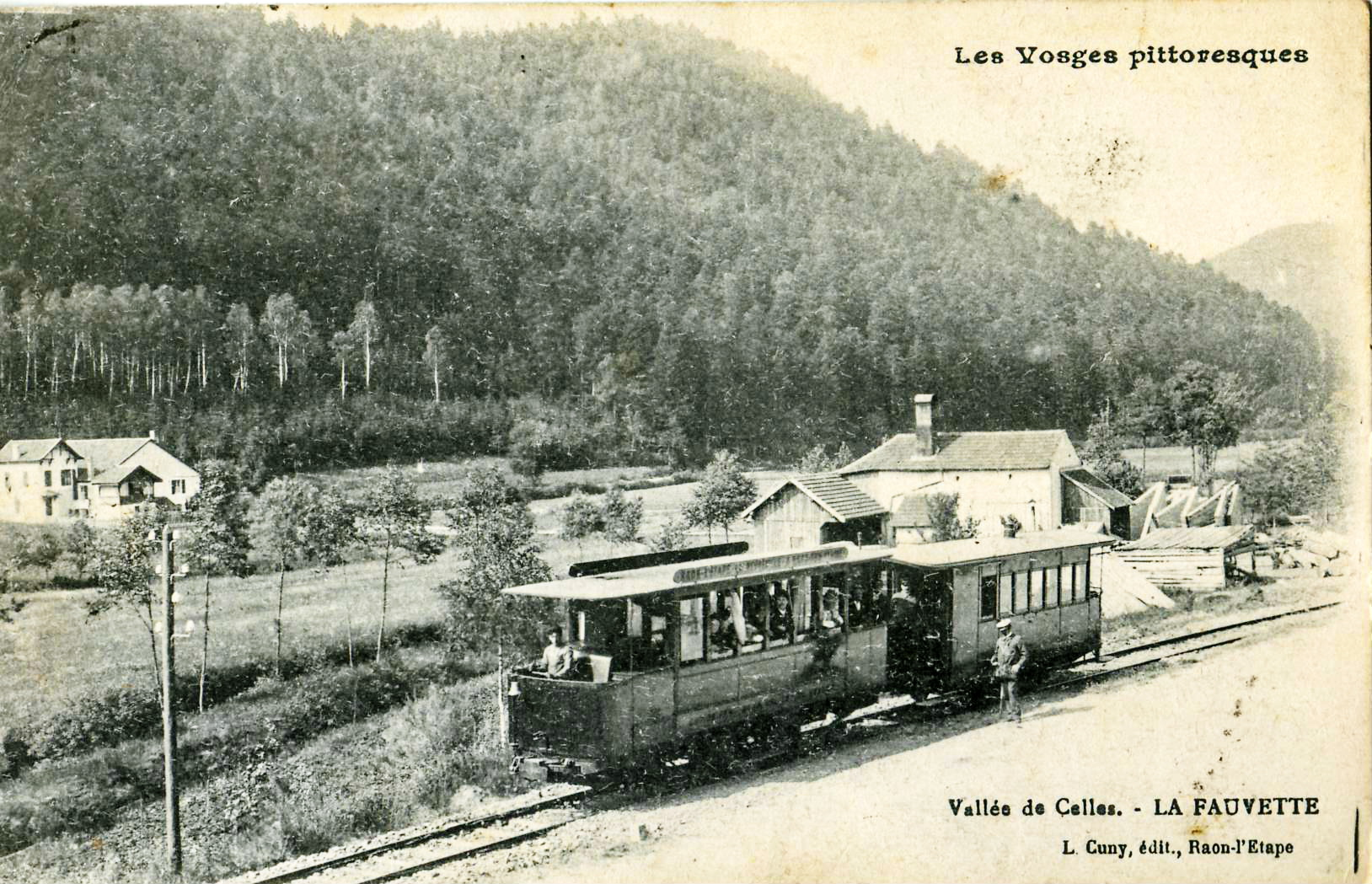
Automotrice Purrey du chemin de fer de la Vallée de Celles.
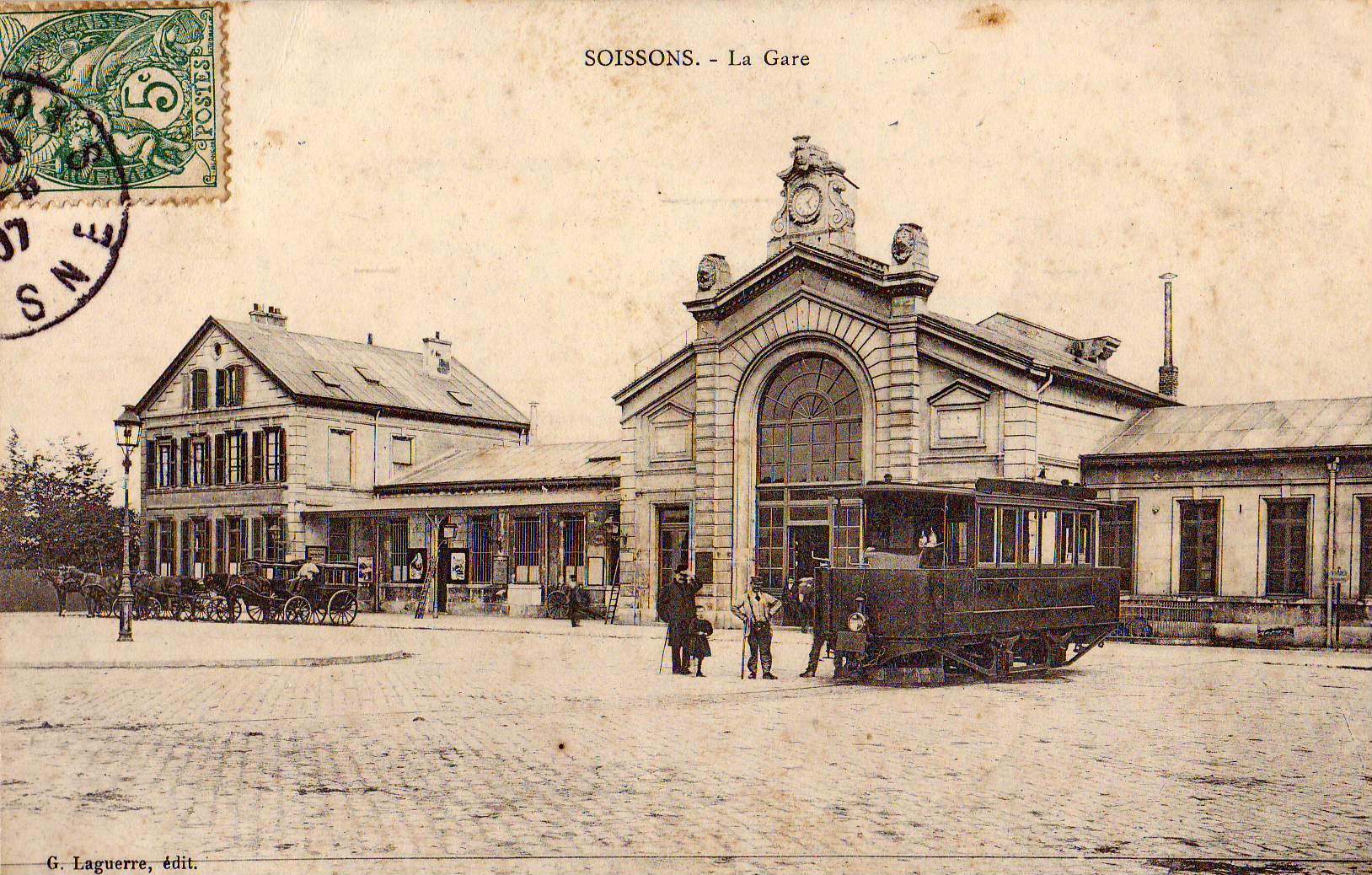
Automotrice des Chemins de fer de la Banlieue de Reims  en gare de Soissons.
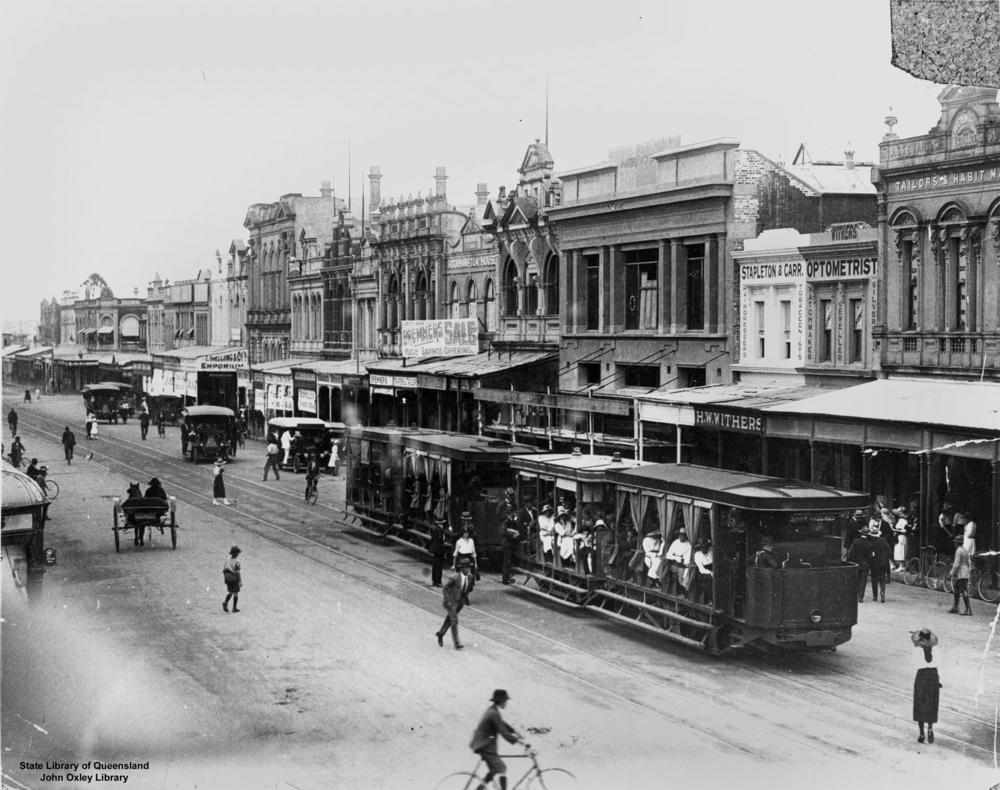
Rames Purrey à Rockhampton, en Australie.
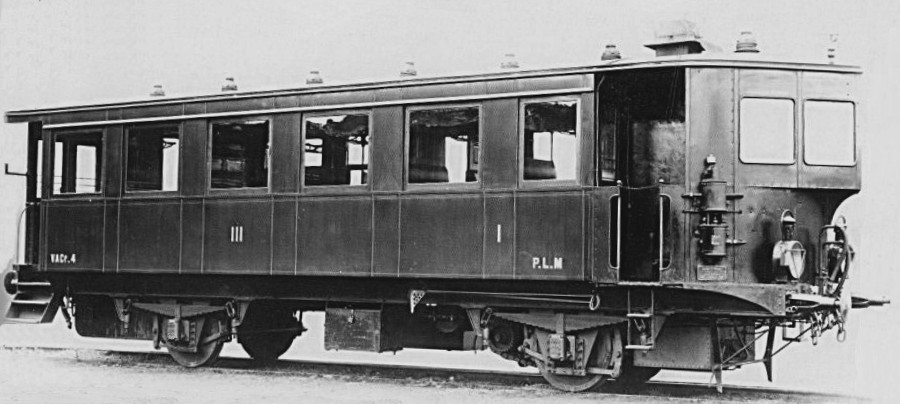
Automotrice pour le PLM.
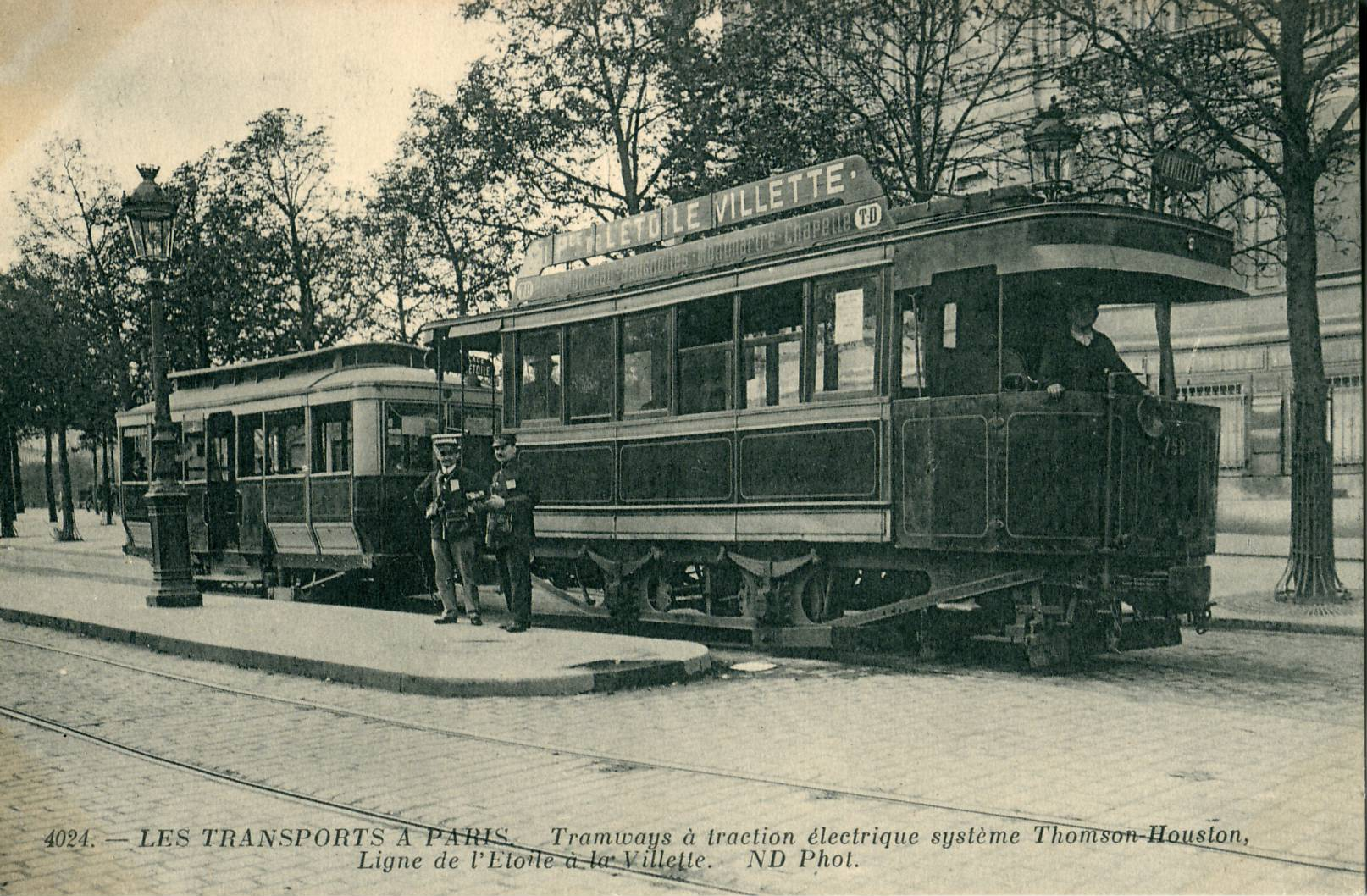
automotrice de la CGO, ligne de l'Étoile à La Villette.
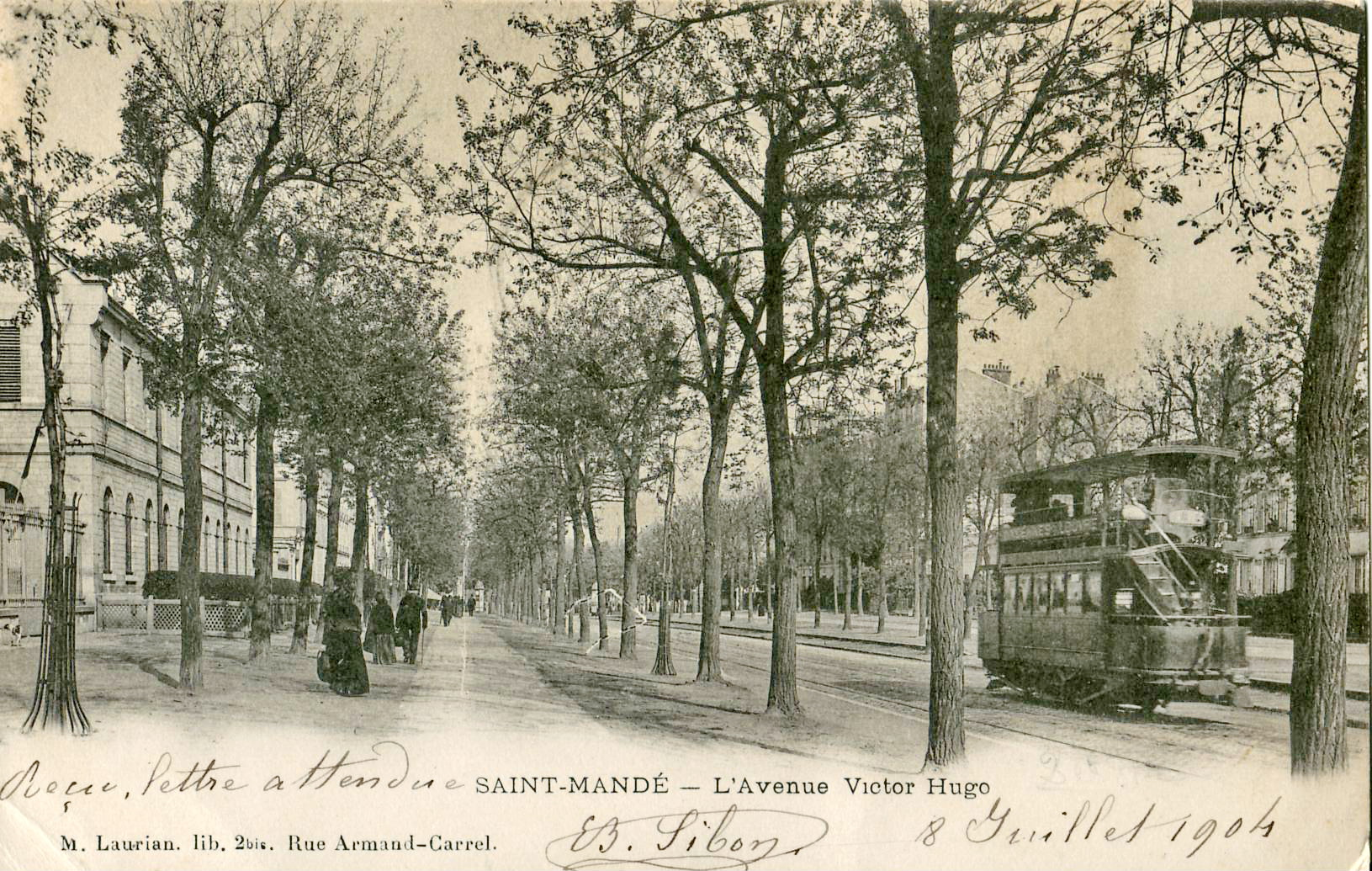
Automotrice de la CGO avec impériale.